# Carpodetus archboldianus
Carpodetus archboldianus är en tvåhjärtbladig växtart som beskrevs av John Raymond Reeder. Carpodetus archboldianus ingår i släktet Carpodetus och familjen Rousseaceae. Inga underarter finns listade i Catalogue of Life.